# Immortal Rites
Immortal Rites er et tysk melodisk dødsmetal-band, dannet i 1996 i Schwäbisch Gmünd. De har blandt andet optrådt på Summer Breeze Open Air i 2000 og igen i 2004.

## Medlemmer
- Ralf Hauber – bas
- Reinhard "Kelly" Riedel – vokal
- Dominik Haufe – guitar
- Sascha Lorenz – trommer

### Tidligere medlemmer
- Philipp Frick – vokal, guitar

## Diskografi

### Studiealbum
- 2004: Art of Devolution
- 2007: For Tyrant's Sake

### Demoer
- 1999: Beyond the Gates of Pain (genudgivet i 2000 med en liveoptagelse fra 1997)